# فيل بينيت
فيل بينيت (بالإنجليزية: Phil Bennett)‏ هو لاعب كرة قدم أمريكية أمريكي، ولد في 3 ديسمبر 1955 في مارشال في الولايات المتحدة.